# Georg Wilhelm August Sell
Georg Wilhelm August Sell (* 6. Oktober 1804 in Darmstadt; † 25. März 1848 ebenda) war ein deutscher Rechtswissenschaftler.

## Leben
Der Sohn des großherzoglich hessischen Hofrats und Hofgerichtsadvokaten Georg Franz Sell studierte von 1822 bis 1826 in Gießen und Heidelberg Rechtswissenschaft. 1829 wurde er in Gießen promoviert, 1830 dort habilitiert und zum Privatdozenten ernannt. 1834 wurde er als Ordinarius an die Universität Zürich berufen. Er lehrte dort Römisches Recht und Kriminalrecht. 1836 heiratete er Emilie Stamm aus Darmstadt.
1841 kehrte er als Lehrstuhlinhaber nach Gießen zurück. Einen Ruf an die Universität Rostock lehnte er 1844 ab. Mit seinem Bruder Karl Sell, Professor in Bonn, gab er die „Jahrbücher für historische und dogmatische Bearbeitung des römischen Rechts“ heraus. 1848 starb er nach längerer Krankheit.

## Werke (Auswahl)
- Über das Recht des correus debendi, von dem andern correus theilweisen Ersatz der gezahlten Correalschuld zu verlangen. Ein zivilistischer Versuch. (Habilitationsschrift). Carl Lichtenberger, Gießen 1830.
- Mit Karl Sell (Hrsg.): Jahrbücher für historische und dogmatische Bearbeitung des römischen Rechts. Vieweg Verlag, Braunschweig 1841–1844.[3]